# Ajman Bin Abd ar-Rahman
Ajman Bin Abd ar-Rahman (arab. ‏أيمن بن عبد الرحمان‎, Ayman Bin ʿAbd ar-Raḥmān; fr. Aïmene Benabderrahmane; ur. 30 sierpnia 1966 w Algierze) – algierski polityk, od 30 czerwca 2021 do 11 listopada 2023 premier Algierii.